# NGC 7250
NGC 7250 este o galaxie situată în constelația Șopârla. A fost descoperită în 1790 de către William Herschel. Se află la o distanță de 9,64 megaparseci de Pământ.